# 大間警察署
大間警察署（おおまけいさつしょ）は、青森県警察が管轄する警察署の一つである。

## 管轄区域
- 下北郡
  - 大間町
  - 佐井村
  - 風間浦村

## 所在地
- 青森県下北郡大間町大字大間字大間平20番地91号

## 沿革

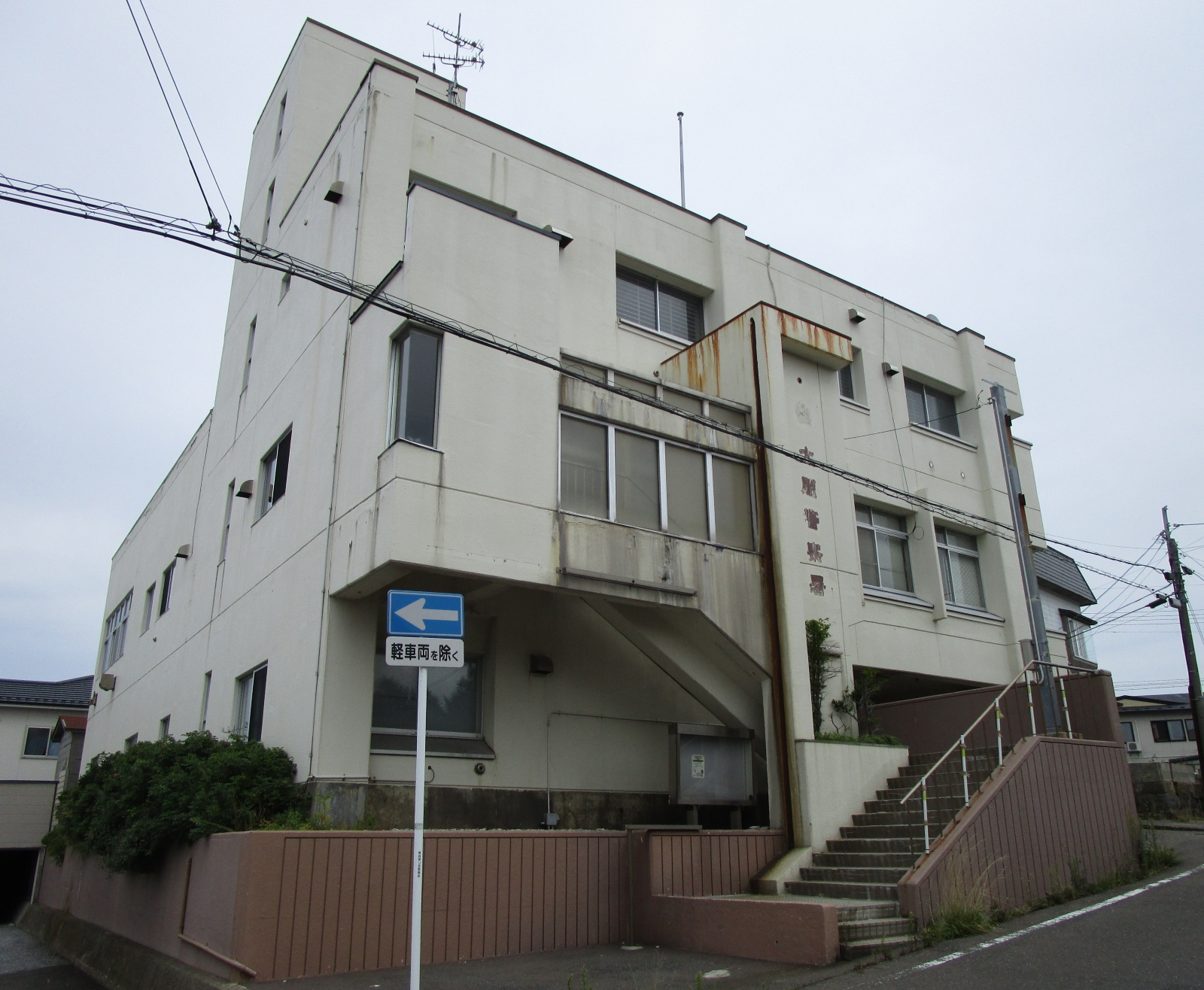
旧庁舎

- 1877年（明治10年）9月18日 - 野辺地警察署の分署として設置。
- 1888年（明治22年）1月28日 - 大間分署が、野辺地警察署から田名部警察署の管轄に変更。
- 1926年（大正15年）7月1日 - 大間分署が、大間警察署に昇格。
- 1977年（昭和52年）7月27日 - 新庁舎落成。
- 2015年（平成27年）11月16日 - 現在地に新築移転[1]。

## 組織
- 警務会計課
  - 警務係
  - 広聴・相談係
  - 犯罪被害者支援係
  - 会計係
- 刑事生活安全課
  - 刑事生活安全係
- 地域課
  - 地域係
  - 自動車警ら係
- 交通課
  - 交通係
- 警備課
  - 警備係

## 交番
- 所在地交番（大間警察署内）

## 駐在所
括弧内は所在地を表す。
- 風間浦警察官駐在所（下北郡風間浦村大字下風呂字畑尻ノ下83-1）
- 佐井警察官駐在所（下北郡佐井村大字佐井字八幡堂16-2）

## 参考資料
- 『大間町史』（大間町・1997年3月31日発行）918～960頁「大間町年表」